# Moshupa
Moshupa is een dorp in het district Southern in Botswana. De plaats telt 20016 inwoners (2011).